# گروگان (فیلم ۱۳۷۴)
گروگان فیلمی به کارگردانی اصغر هاشمی و نویسندگی قاسم جعفری، محمدعلی رضایی‌منش، یوسف‌ رضارئیسی محصول سال ۱۳۷۴ است.

## خلاصه داستان
مسی سه پنج رانندهٔ یکی از تریلی‌هایی که محمولهٔ بزرگ مواد مخدر و اسکناس‌های تقلبی را حمل می‌کند توسط پلیس شناسایی و در درگیری زخمی می‌شود و در بیمارستان بستری می‌گردد. حاج احمد مأمور آگاهی دوست زمان جوانی مسی او را می‌شناسد و از او می‌خواهد که اطلاعات لازم را از تشکیلات قاچاقچیان به پلیس بدهد. اما او حاضر به همکاری نمی‌شود و زمانی‌که توسط قاچاقچیان در می‌یابد همسر و فرزندش در دام آن‌ها هستند، مصمم تر می‌شود تا با پلیس همکاری نکند. او بعد از فرار از دست مأموران پلیس و دزدیدن یکی از کانتینر های حامل مواد مخدر قصد معامله با قاچاقچیان را دارد که پلیس وارد ماجرا می‌شود و با درگیری بین مأموران نیروی انتظامی و خلافکاران، مسی با همسر و فرزندش فرار می‌کند، اما همسرش به او می‌گوید که دیگر حاضر به همراهی او نیست مگر اینکه با پلیس همکاری کند. مسی هم به کمک حاج احمد قلعه بزرگی که محل جابه جایی محموله هاست را شناسایی می‌کنند و با زحمت زیاد و درگیری طولانی موفق به دستگیری افراد باند بزرگ قاچاق می‌شوند.

## بازیگران
- جمشید هاشم‌پور در نقش مسی
- جهانبخش سلطانی در نقش حاج احمد
- حسن رضایی در نقش حسن
- زهره حمیدی در نقش زن مسی
- حسین کسبیان در نقش نامی
- محمد پورغلامی در نقش رئیس
- کاظم هژیرآزاد در نقش مظهری
- طیب شرافتی در نقش ارباب تریچ
- فرهاد خان‌‌‌محمدی در نقش مراد
- رضا طاهری در نقش راننده تریلی
- رفیع مددکار در نقش گرگیج
- رضا مرادیان در نقش سروان حیدری
- اکبر پاکزاد در نقش تیمسار شفق
- محمد احمدی در نقش مستخدم مسافرخانه
- محمدرضا کسرائی در نقش میهمان منزل شکیب
- حسین غیابی در نقش شکیب
- حسین میرزائی در نقش محافظ رئیس
- اکبر رشیدیان در نقش محافظ رئیس
- ابراهیم قاسمیان در نقش فضلی
- محسن عابدی در نقش موتورسوار
- مهدی یوسفی در نقش پلیس
- انوشیروان نعیمی در نقش پلیس
- علیرضا آب‌آب در نقش پسربچه مقتول
- آناهیتا رشمانی در نقش دختربچه مقتول
- محمدرضا گوهرمنش در نقش مرد مقتول
- افسانه هاشمی در نقش زن مقتول
- منصور فرنیا در نقش معاون
- ابراهیم شمس در نقش ناخدا
- علی عبادتی در نقش پسر مسی
- عبدالحمید تاتلی در نقش تفنگچی
- عزت‌الله رستمی در نقش تفنگچی

## افتخارات
فیلم گروگان در جشنواره فیلم پلیس شرکت کرده‌است.